# Mari Kanstad Johnsen
Mari Kanstad Johnsen née le 7 août 1981 est une illustratrice et autrice de livres pour enfants norvégienne.

## Biographie
Mari Kanstad Johnsen est née à Bergen. Elle est la fille du designer et graphiste Augon Johnsen (no) (né en 1953). Sa sœur aînée Åshild Kanstad Johnsen (no) (née en 1978) est illustratrice et autrice de livres pour enfants.
Mari Kanstad Johnsen étudie à l'École nationale des arts d'Oslo et à la Konstfack à Stockholm. Depuis 2011, elle illustre des livres pour enfants et des romans. Elle écrit également des livres pour enfants qu'elle illustre.
En 2016, elle reçoit une mention spéciale pour Jeg Rømmer au Prix italien du livre jeunesse Bologna Ragazzi. Son livre illustré pour enfant Poff und Elmar avec un texte de Espen Dekko (de) est sélectionné lors de l'Internationale Jugendbibliothek (de) de Munich en 2018. Il est traduit en allemand en 2019. ABC reçoit la médaille d'or du « Plus beau livre de l'année » en Norvège en 2018.

## Critique
- « Les dessins de Mari Kanstad Johnsen puisent leur inspiration à de multiples sources : la bande dessinée, la peinture, le croquis, les représentations botaniques, la gravure japonaise ou encore le dessin animalier. Ils se distinguent par un style expérimental fait d’entrelacs de lignes, de couleurs vives et de personnages aux formes élastiques, qui tend à brouiller les frontières entre l’illustration, la bande dessinée et le graphisme. » (Parisart, Exposition Inner Planets, Studio PhotoKino, Marseille, septembre 2018 [lire en ligne].)

## Publications en tant qu'illustratrice et autrice
- Mon grand papa (2013)
- L'usine à ballons (2014)
- L'échappée (2016)
- ABC (2017)

## Publications en tant qu'illustratrice
- Helge Torvund, Vivaldi (2011)
- Kari Tinnen, Nils, Barbie et le problème du pistolet (2011)
- Anniken Bjørnes, Ballongjegeren (2012)
- Helge Torvund, The Sudden Cats (2013)
- Hege Siri, Tunnel (2015)
- Lene Ask, D comme Tigre (2015)
- Hilde Matre Larsen, Gutt og jente graver (2016)
- Ruth Lillegraven, Eg er eg er eg er : dikt for barn (2016)'
- Sara Villius, Natten (2017)
- Hilde Martre Larsen, Garçons et filles font semblant (2017)
- Espen Dekko, P+E (2017)
- Sara Villius, Om Orm (2018)
- Hilde Martre Larsen, Garçons et filles bricolent (2018)